# Стефанович, Зоран
Зо́ран Стефа́нович (серб. Зоран Стефановић родился 21 ноября 1969 в Лознице, СФР Югославия) — сербский писатель, драматург, издатель и международный культурный активист. Дебютировал в театре и кино в 1987 году. В 1994 году окончил факультет драматического искусства (Университет искусств в Белграде). Проживает в Белграде.
Театральные драмы, проза и графические романы автора переведены на македонский, румынский, словенский, английский, французский и польский языки. Главный основатель нескольких международных культурных сетей.
Президент Ассоциации драматургов Сербии (2022). 

## Художественное творчество
Большая часть художественного наследия автора относится к фантастике — в театре («Славянский Орфей», серб. Словенски Орфеј; «Сказка о космическом яйце», серб. Скаска о космичком јајету), комиксах («Третий аргумент», серб. Трећи аргумент, на основе рассказа Милорада Павича; «Под волчьим клеймом», серб. Под вучјим жигом), в прозе («Через Дрину, с искрой в глазах», серб. Преко Дрине, с искром у оку; «Время шума и ярости», серб. Време буке и беса), в кино и на телевидении («Узкие тропы», серб. Уске стазе).
Другая же часть работ — документальной природы, например, телесериал «Янусовое лицо истории», серб. Јанусово лице историје, или фильм «Жизни Кости Гакмана», серб. Животи Косте Хакмана, и «Музыка тишины», серб. Музика Тишине.

## Культурная деятельность
Зоран Стефанович — главный учредитель нескольких международных культурных сетей и издательских проектов: «Проект Растко» (сеть цифровых библиотек), «Распределенные корректоры Европы» (международная оцифровка культурного наследия), «Проект Гутенберг Европа» (бета-версия, общественные цифровые библиотеки), и подобных обществ и организцаций в области издательского дела, оцифровки, лексикографии и поп-культуры.
Не ограничиваясь только Интернетом, он принимает активное участие в многочисленных культурных, научных и издательских проектах в Евразии с 1993 года, особенно в странах бывшей Югославии, Румынии, Болгарии, Греции, Украине, России, Польше, включая и мероприятия по сохранению культуры меньшинств и племенных культур Евразии, и организацию за «Балканскую культурную сеть» (совместно с греческими культурным активистом и музыкальным продюсером Никосом Валканосом и другими коллегами).
Его социальная позиция включает также активное отстаивание философии «открытых источников» и свободных знаний как «цивилизованной основы любого человеческого общества».Активно поддерживает несколько региональных Википедий, особенно в Восточной Европе, еще с момента их основания.

## Награды и отличия
Как писатель, драматург и сценарист неоднократно получал национальные и международные награды, в том числе был номинирован на премию «Prix Europa» в Берлине и «Prix Italia» в Риме.
За свою национальную и международную культурно-издательскую деятельность был отмечен более двадцати раз, в том числе в номинации «United Nations World Summit Award», трижды получал ежегодную награду Общества информатиков Сербии и десять раз — YU Web Top 50 признание (SR Web Top 50).